# Горчханов, Ильяс
Илез (Ильяс) Горчханов (1967 — 13 октября 2005, Нальчик) — основатель и лидер экстремистской группировки «Джамаат Галгайче». Помощник Шамиля Басаева по оперативной работе.
Находился в розыске в связи с терактом на улице Бородинской во Владикавказе в феврале 2004 года (была подорвана машина).
Участвовал в нападении на Назрань в 2004 году. Совместно с Анзором Астемировым организовал нападение на дежурную часть управления Госнаркоконтроля в Нальчике в декабре 2004 года; все погибшие тогда — 4 наркополицейских — были убиты лично Горчхановым, боевиками было захвачено более 250 единиц оружия (80 автоматов и 182 пистолета, а также свыше 25 тысяч патронов). После происшедшего Горчханов был объявлен в федеральный розыск. Также вместе с Астемировым Ильяс Горчханов непосредственно руководил нападением боевиков на Нальчик 13 октября 2005 года, в ходе которого был убит.